# هاتسوني ميكو

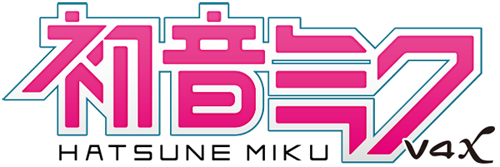
الشعار الرسمي لهاتسوني ميكو - إصدار VOCALOID4X

هاتسوني ميكو (باليابانية: 初音ミク
) هي شخصية خيالية وبنك أصوات برمجي من إنتاج فوكالويد الذي طورته شركة كريبتون فيوتشر ميديا اليابانية. تم تصويرها كفتاة تبلغ من العمر 16 عاما بشعر بتسريحة ذيل فيروزي طويل مزدوج. تم تسويق تجسيد ميكو كرمز افتراضي، وقد أدى عروضه في حفلات افتراضية مباشرة على خشبة المسرح كعرض ثلاثي الأبعاد متحرك.